# Agelenopsis pennsylvanica
Agelenopsis pennsylvanica es una especie de araña del género Agelenopsis, familia Agelenidae. Fue descrita científicamente por C. L. Koch en 1843.
Se distribuye por Canadá, México y los Estados Unidos. La especie se mantiene activa durante todos los meses del año excepto en febrero.